# Bergamo
Bergamo – miasto i gmina we Włoszech, w regionie Lombardia, w prowincji Bergamo, położone u południowych podnóży Alp Bergamskich. Dawna nazwa miejscowości to Bergomum.
W Bergamo w 1826 urodził się Francesco Nullo, pułkownik, przyjaciel i powiernik Giuseppe Garibaldiego, dowódca ochotników włoskich, tzw. garibaldczyków, którzy wzięli udział w polskim powstaniu styczniowym 1863. Bergamo posiada również swój klub piłkarski – Atalanta BC, w której grał między innymi Christian Vieri.
Z Bergamo związany był święty, papież Jan XXIII – kardynał Angelo Giuseppe Roncalli, który uczył się w miejscowym seminarium, potem był sekretarzem biskupa Bergamo.
Według danych na styczeń 2010 gminę zamieszkiwało 120 694 osób przy gęstości zaludnienia 3048 os./km².
Historyczna część miasta położona na wzgórzu (Città Alta) jest chętnie odwiedzana przez turystów. Można tam wyjechać kolejką (Funicolare di Bergamo Alta). Najważniejsze zabytki górnej części miasta to Piazza Vecchia, przy którym znajduje się wybudowany w XII w. Palazzo della Ragione, bazylika Santa Maria Maggiore (XII–XIV w.), wieża miejska z XI w. i zabytkowe mury obronne.
W miejscowości znajduje się stacja kolejowa Bergamo oraz port lotniczy Bergamo obsługujący połączenia tanich linii lotniczych do Mediolanu.

## Historia
Pierwsze ślady osadnictwa na terenie miasta pochodzą z XII wieku p.n.e., jednak oficjalne założenie miasta miało miejsce ok. 390 p.n.e. przez Celtów. W I wieku p.n.e. miasto zostało zajęte przez Rzymian i przemianowane na Bergomum.
W 575 roku miasto zostało ustanowione stolicą księstwa Longobardów. W 1098 roku mieszkańcy Bergamo stworzyli własny rząd w proteście przeciwko władzy miejscowego biskupa. W 1165 roku miasto przyłączyło się do ligi Lombardzkiej. W 1295 roku rozpoczęło się panowanie w mieście rodu Viscontich. W 1428 roku Bergamo zostało podbite przez Republikę Wenecką.
W 1797 roku, na mocy pokoju w Campo Formio, Bergamo znalazło się w Republice Cisalpińskiej, a następnie w Republice Włoskiej (1802–1805) i Królestwie Włoch (od 1805). W 1815 roku, na mocy postanowień kongresu wiedeńskiego, miasto zostało włączone do Austrii. W 1859 roku Bergamo przeszło pod władanie Królestwa Sardynii, a później weszło w skład zjednoczonych Włoch.
W 2020 roku, na początku pandemii COVID-19, Bergamo i okolice przyciągnęły uwagę mediów na całym świecie jako jeden z włoskich i europejskich obszarów będących epicentrum zakażeń.

## Zabytki
- Górne Miasto (Bergamo Alta)
  - Mury obronne z XVI w.
  - Brama Świętego Jakuba(inne języki) – jedna z czterech bram miejskich i jedyna przeznaczona tylko dla ruchu pieszego[4];
  - Piazza Vecchia – plac miejski przy którym znajduje się Palazzo della Ragione zbudowany w latach 1183–1198[5], zaliczany do najstarszych publicznych pałaców we Włoszech. Wewnątrz, w Salone delle Capriate zachowały się cenne freski z okresu od XIV do XVI wieku. Naprzeciwko Palazzo della Ragione znajduje się Palazzo Nuovo, gdzie ma siedzibę jedna z najważniejszych bibliotek historycznych we Włoszech – Biblioteka Angelo Mai
  - Piazza del Duomo – plac miejski przy którym znajduje się Cappella Colleoni, kaplica zaprojektowana przez Giovanniego Antonia Amadeo jako mauzoleum dla rodu Colleoni oraz katedra św. Aleksandra o neoklasycystycznej fasadzie;
  - Wieża Miejska (Campanone) – budowla z XI-XII w.
  - Katedra św. Aleksandra z XV w.
  - Bazylika Santa Maria Maggiore, bazylika będąca przykładem lombardzkiego stylu romańskiego. Jest to trójnawowy kościół zbudowany pomiędzy XII a XIV wiekiem. Wejście do kościoła zdobi uskokowy portyk gotycki zwieńczony podwójną loggią z rzeźbami świętych autorstwa Giovanniego da Campione. Wnętrze w stylu barokowym;
- Dolne Miasto (Bergamo bassa)
  - Accademia Carrara, galeria sztuki założona pod koniec XVIII wieku przez hrabiego G. Carrarę w neoklasycystycznym pałacu. W galerii eksponowane są głównie obrazy malarzy weneckich, m.in. Tycjana, Tintoretta, Canaletta czy Veronesego;
  - kościoły Santo Spirito, San Bernardino, Sant’Alessandro i San Bartolomeo.

## Sport
- Volley Bergamo
- Atalanta BC

## Osoby związane z Bergamo
Postacie historyczne
- Cidno, legendarny założyciel Bergamo
- Aleksander z Bergamo, żołnierz rzymski, święty męczennik, patron Bergamo
- Aripert II, książę, a później król longobardzki

Artyści
- Carlo Ceresa (1609–1679), malarz
- Andrea Fantoni (1659–1734), rzeźbiarz
- Giovan Battista Caniana (1671–1754), architekt i rzeźbiarz
- Gianmaria Benzoni (1809–1873), rzeźbiarz
- Luigi Bettinelli (1824–1892), malarz
- Cesare Zonca (1857–1935), rzeźbiarz
- Luigi Brignoli (1881–1952), malarz
- Pasquale Arzuffi (1897–1965), malarz
- Tilio Nani (1901–1959), rzeźbiarz
- Giacomo Manzù (1908–1991), rzeźbiarz
- Trento Longaretti (1916), malarz
- Piero Brolis (1920–1978), rzeźbiarz
- Cesare Danova (1926–1992), aktor
- Giulio Bosetti (1930–2009), aktor i reżyser
- Luigi Arzuffi (1931–1995), malarz i rzeźbiarz
- Ermanno Olmi (1931–2018), reżyser i scenarzysta
- Giorgio Pasotti (1973), aktor

Architekci i inżynierowie
- Giovanni i Bartolomeo Bon, rzeźbiarze i architekci z XV w.
- Mauro Codussi (1440–1504), architekt
- Giovanni Antonio Amadeo (1447–1522), architekt Cappella Colleoni
- Cosimo Fanzago (1591–1678), rzeźbiarz i architekt
- Giacomo Quarenghi (1744–1817) architekt i malarz

Duchowni
- Albert z Prezzate (1025–1095), zakonnik i święty
- Grzegorz Barbarigo (1625–1697), biskup i święty
- Giuseppe Alessandro Furietti (1684–1764), kardynał, archeolog i erudyta
- Wincencja Gerosa (1784–1847), zakonnica i święta
- Bartłomieja Capitanio (1807–1833), zakonnica i święta
- Antonio Agliardi (1832–1915), kardynał
- Angelo Giuseppe Roncalli (1881–1963) papież Jan XXIII
- Giacomo Radini-Tedeschi, biskup
- Bruno Foresti (1923), arcybiskup
- Livio Fanzaga (1940), dyrektor Radia Maria

Dziennikarze
- Vittorio Feltri (1943)

Intelektualiści
- Gasparino Barzizza (1360–1431), humanista
- Ambrogio Calepio (1435–1511), językoznawca
- Donato Calvi (1613–1678), literat
- Giacomo Carrara (1714–1796), historyk sztuki
- Paolina Secco Suardo zwana Lesbia Cidonia (1746–1801), poetka
- Giuliano Donati Petténi (1894–1930), poeta, pisarz, muzykolog i dziennikarz
- Giuliana Donati Petténi (1922–2008), eseistka i pisarka
- John Stewart Allitt (1934–2007), muzykolog

Matematycy
- Carlo Emilio Bonferroni
- Oscar Chisini (1889–1967)

Muzycy
- Giuseppe Antonio Capuzzi (1755–1818), kompozytor i skrzypek
- Padre Davide da Bergamo (1791–1863), zakonnik, organista i kompozytor
- Gaetano Donizetti (1797–1848), kompozytor
- Alessandro Ravelli (1880–1971), kompozytor i muzyk
- Gianandrea Gavazzeni (1909–1996), muzyk
- Roby Facchinetti (1944), muzyk i piosenkarz
- Ivan Cattaneo (1953), piosenkarz
- Il Bepi, śpiewak
- Madrugada (1972–1978), zespół rocka progresywnego
- Fabrizio Frigeni (1976), gitarzysta, kompozytor

Przedsiębiorcy
- Cristoforo Benigno Crespi (1833–1920), przedsiębiorca w sektorze tekstylnym
- Silvio Benigno Crespi (1868–1944), przedsiębiorca, wynalazca i polityk

Postacie mediów
- Fabrizia Carminati (1955)

Politycy i związkowcy
- Gabriele Camozzi (1823–1869), patriota i polityk
- Francesco Cucchi (1834–1913), patriota i polityk
- Bortolo Belotti (1877–1944), polityk liberalny, historyk i prawnik
- Carlo Cremaschi (1917–1984), polityk i partyzant
- Severino Citaristi (1921–2006), polityk DC
- Carlo Fatuzzo (1944), polityk Partii Emerytów
- Valerio Bettoni (1948), polityk
- Roberto Bruni (1949), polityk i burmistrz Bergamo
- Pier Giorgio Caprioli (1952), związkowiec
- Roberto Calderoli (1956), polityk Ligi Północnej
- Gianantonio Arnoldi (1958), polityk

Sportowcy
- Roberto Donadoni, trener i piłkarz
- Cristiano Doni, piłkarz i kapitan Atalanty BC
- Elio Gustinetti, piłkarz i trener
- Ofelia Malinov, włoska siatkarka
- Simone Moro, alpinista
- Piermario Morosini, piłkarz Udinese Calcio.

Żołnierze
- Pandolfo III Malatesta (-1427), kondotier
- Bartolomeo Colleoni (1395–1475), kondotier
- Elia Marchetti (1839–1863), uczestnik powstania styczniowego
- Antonio Locatelli (1895–1936), lotnik, dziennikarz i polityk
- Leonardo Caprioli (1920), Przewodniczący ANA 1984–1998.

Inni
- Giacomo Costantino Beltrami (1779–1855), odkrywca źródeł Mississippi
- Alba Coralli (1818–1886), patriota
- Walter Bonatti (1930–2011), alpinista, podróżnik i reporter
- Renato Cortesi (1939), aktor dubbingujący

## Galeria

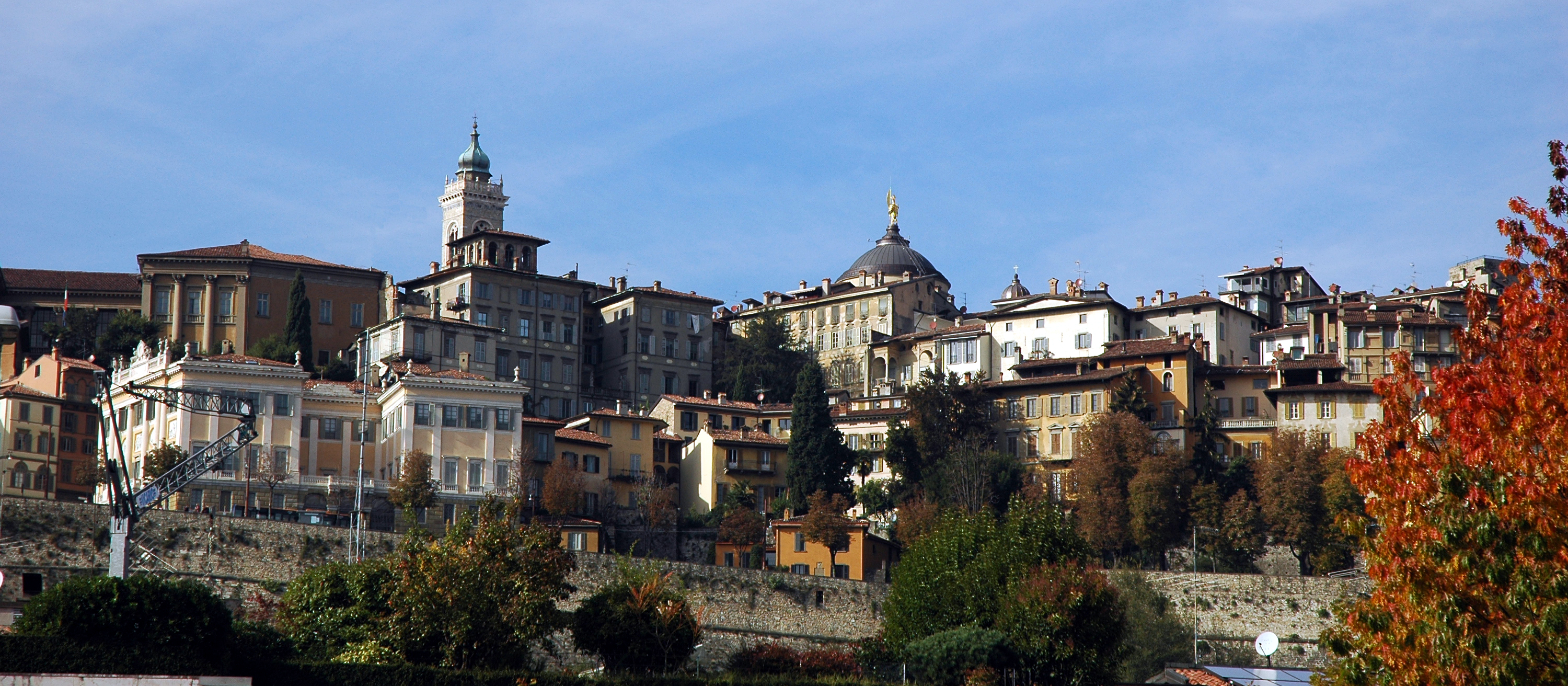
Panorama Bergamo Alta
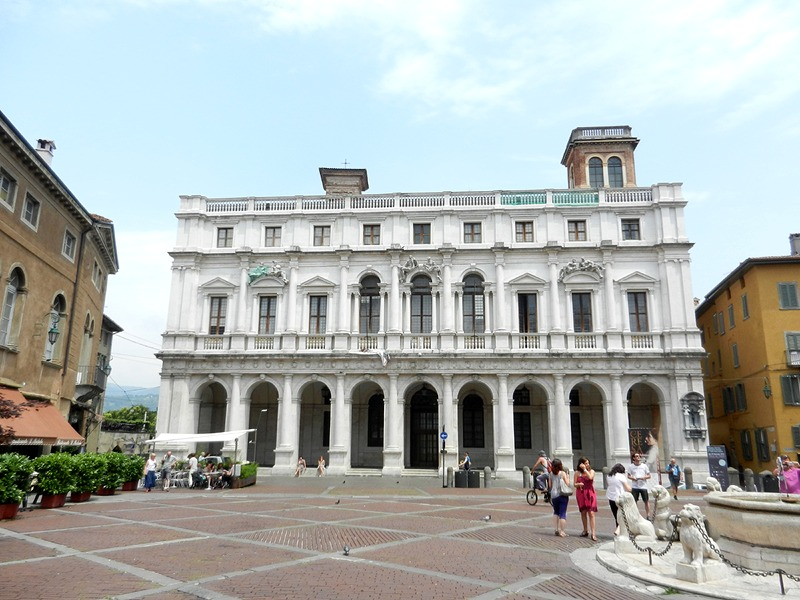
Palazzo Nuovo
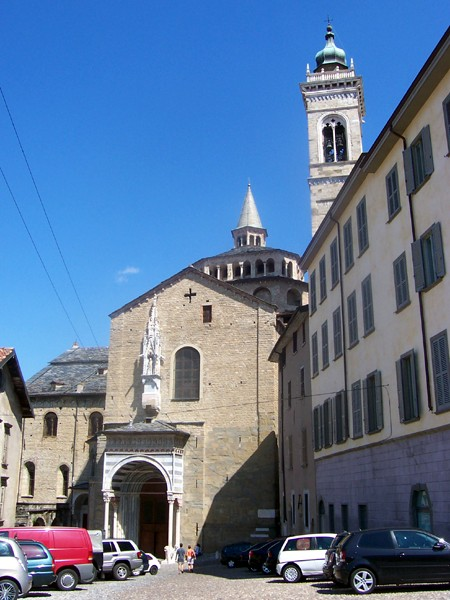
Basilica di Santa Maria Maggiore – fasada
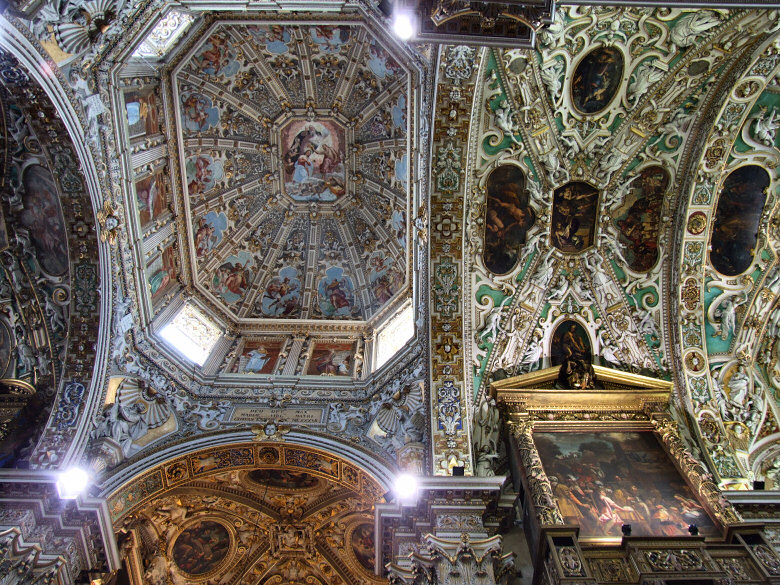
Basilica di Santa Maria Maggiore – wnętrze
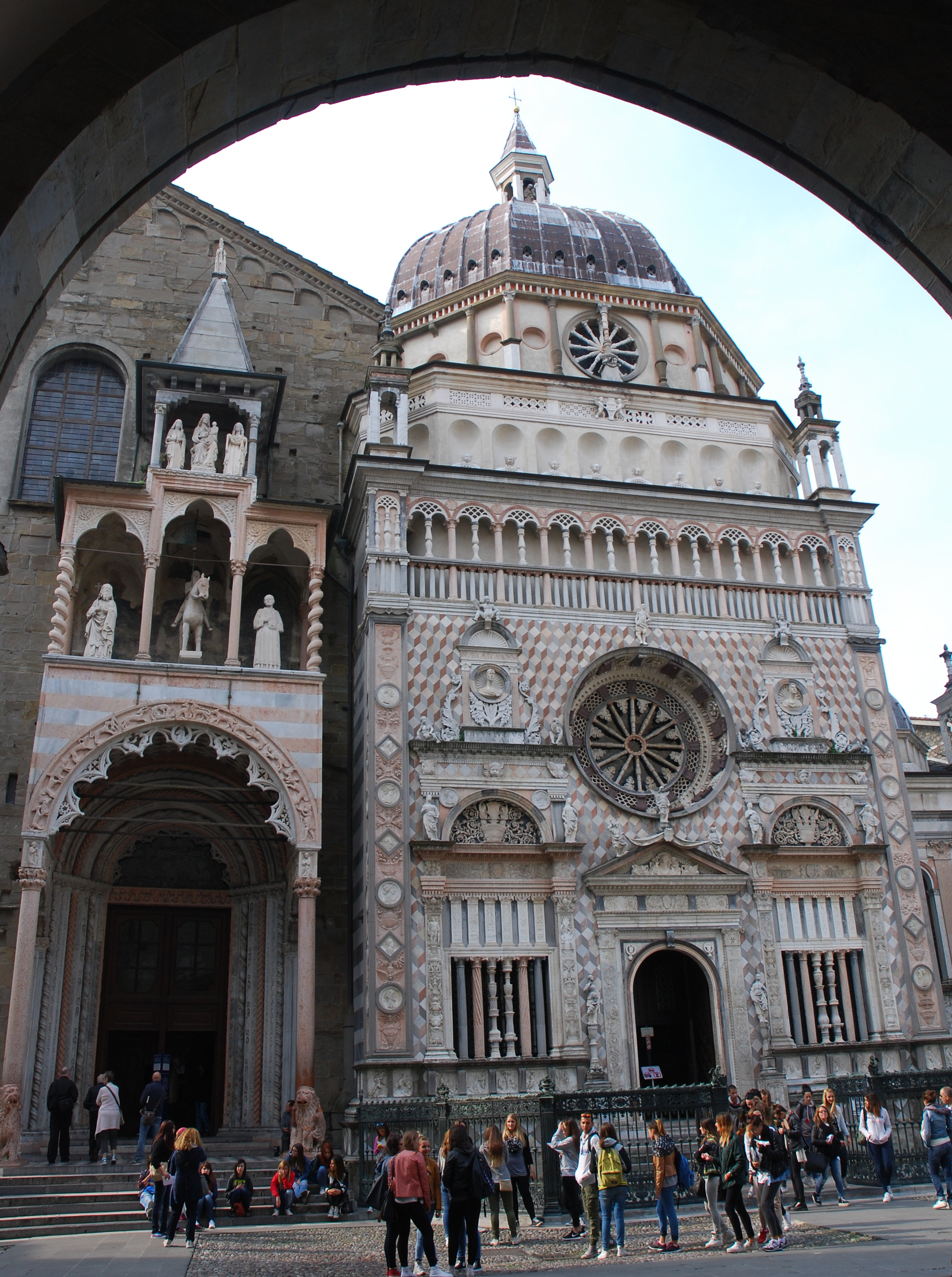
Basilica di Santa Maria Maggiore – Cappella Colleoni
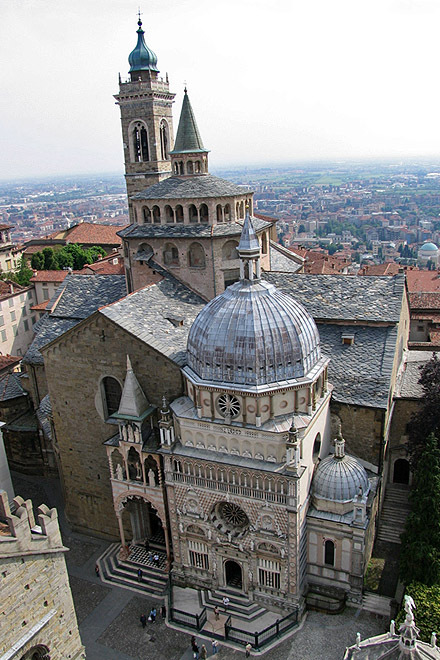
Cappella Colleoni – wnętrze
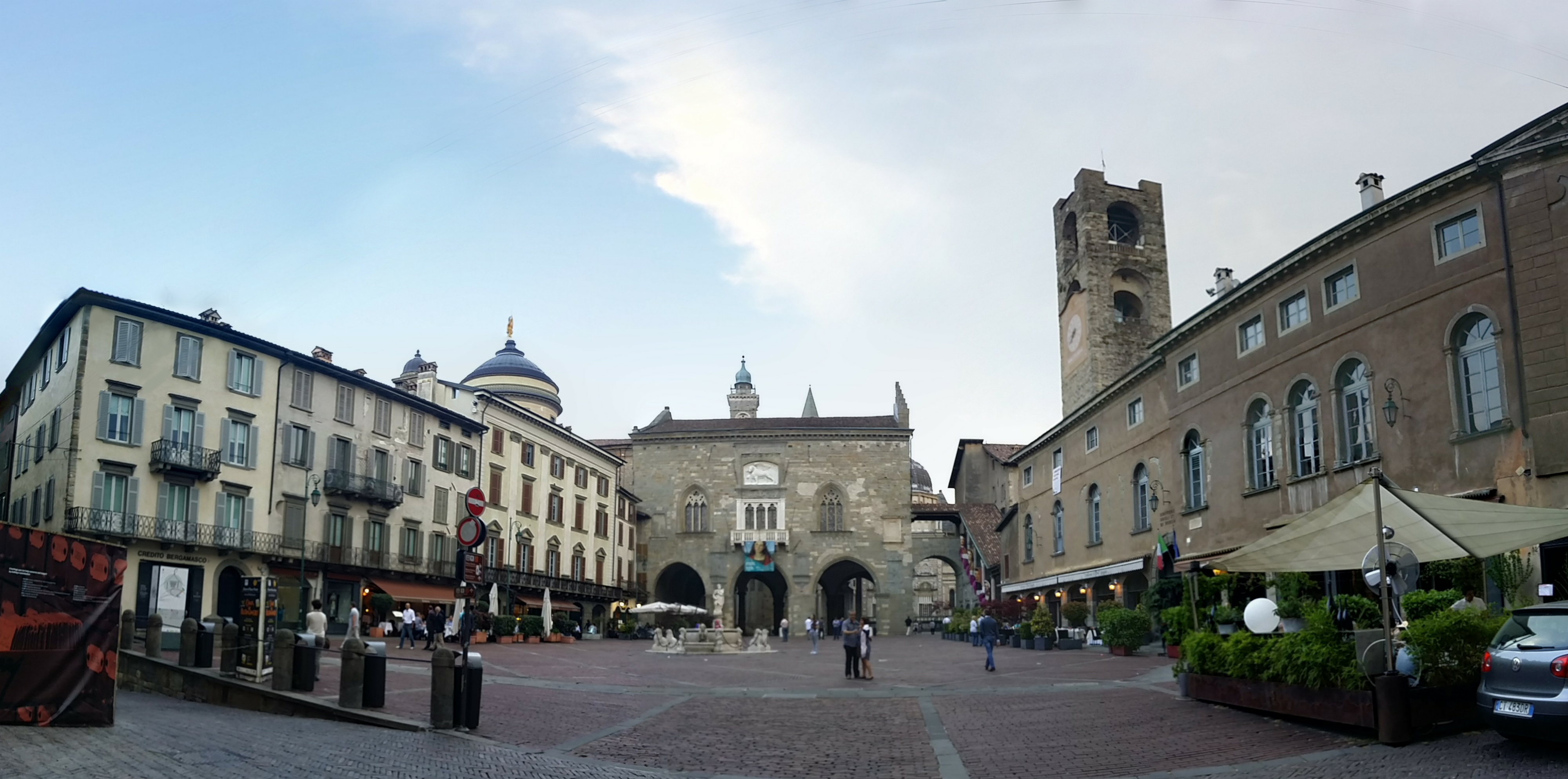
Palazzo della Ragione

## Miasta partnerskie
- Polska: Olkusz
- Stany Zjednoczone: Greenville, Pueblo
- Francja: Miluza
- Rosja: Twer
- Kolumbia: Pereira
- Chińska Republika Ludowa: Bengbu
- Argentyna: Buenos Aires
- Boliwia: Cochabamba